# هيو برايس
هيو برايس (بالإنجليزية: Huw Price)‏ (و. 1953 – م) هو فيلسوف، وفيزيائي من أستراليا .

## التعليم
تعلم في Darwin College, Cambridge ‏